# مهدی زبیدی
مهدی زبیدی (زادهٔ ۹ آذر ۱۳۷۰) بازیکن فوتبال اهل ایران است که در پست هافبک برای باشگاه فوتبال استقلال ملاثانی در لیگ آزادگان بازی می‌کند.

## سوابق باشگاهی
از تیم‌های باشگاهی مهدی زبیدی فوتبال خود را از باشگاه فوتبال فولاد خوزستان آغاز و در تیم‌های باشگاهی فولاد نوین، استقلال خوزستان که در یک فصل درخشان قهرمان لیگ برتر شد و تیم‌های پارس جنوبی جم فولاد خوزستان گل‌گهر سیرجان، نفت مسجدسلیمان، صنعت نفت آبادان و باشگاه فوتبال استقلال ملاثانی اکنون مشغول به بازی است.

## افتخارات

### استقلال خوزستان
- لیگ برتر: ۲۰۱۵–۲۰۱۶
- لیگ آزادگان: ۲۰۱۲–۲۰۱۳
- سوپرجام: ۲۰۱۶ نایب قهرمان